# ゴゴ族
ゴゴ族(Gogo、単数形はMgogo、複数形はWagogo)はタンザニア中央のドドマ州に住むバントゥー系民族である。1992年時点で人口は130万人と推定された。ゴゴ族は歴史的に牧畜を営み父系制を持っていたが、現在のゴゴ族の多くは定住農業を行い、都市に移住し、タンザニア中の農場で働いている。ゴゴ族の音楽は国際的評価を受けている。

## 歴史

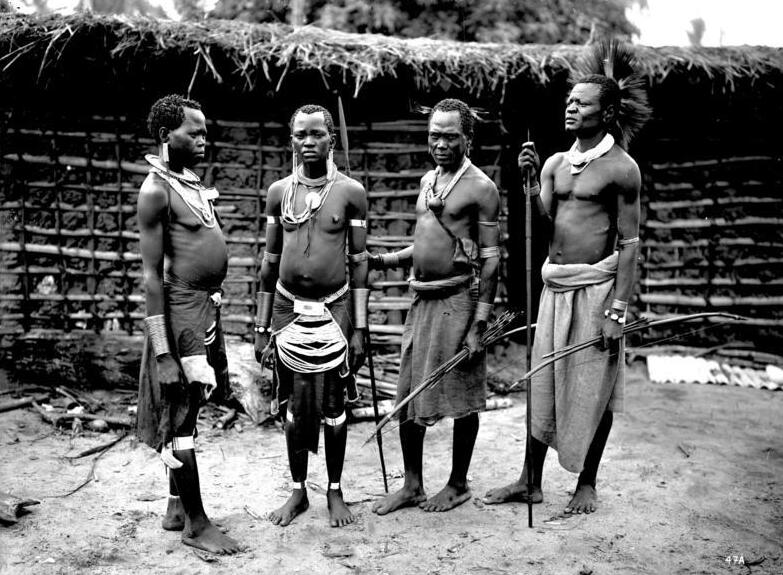
ゴゴ族(1906年)

ゴゴ族という名前はニャムウェジ族隊商が未だ開拓地域であったその地域を19世紀に通った時に名付けられた。リチャード・フランシス・バートンは2週間歩いて散乱したテンべしか見つけられなかった事から、ゴゴ族はとても少ないと主張した。その地域は昔から穀物や人間に十分な雨が降らず、雨季は短く不規則で旱魃が多かった。18世紀にゴゴ族は大抵がニャムウェジ族の地域やヘヘ族の地域からの開拓者で、よくサンダウェ族やカグル族と間違えられた。支配者の半分はヘヘ族の地域から来た。ゴゴ族は狩猟と採集の長い伝統を持っていたが、ニャムウェジ族に象牙を海岸に運ばせる事で、1890年までに牛を飼う農家になった。しかし土地で働く事は低評価に繋がり、農業奴隷を悪く扱うと言われ続けた。ゴゴ族は1881年、1885年、1888〜89年(ストークの隊商が到着する直前)、1894〜95年、1913〜14年に飢饉を経験した。ここまで多くの飢饉が発生した理由は不確かな降雨と頻繁な旱魃による。

## 経済
ゴゴ族は農業と牧畜の混合経済を持つが、特に穀物栽培に重点を置いている。伝統的に1〜3月に栽培を男女混合の20人程で行い、一日の終わりにビールで宴会をする。大抵近所の人々で作業し遠い地域でも8km以内である。穀物が鳥やカワイノシシ、イボイノシシ、ヒヒの害を受けないように、男性や少年は夜通し畑を守る義務を持つ。薬や超自然的な力も畑を守ったり男性を悪霊から守る。伝統的農業では、平均的なゴゴ族は大量の牛は保有しなかった。方法は変わったが、これらの牛が親戚や氏族に属していることは記憶されている。

## 伝統社会
ニャムウェジ族やマサイ族、ヘヘ族の影響で、ゴゴ族は伝統的に無礼で喧嘩っ早く際限無く詮索好きな牧畜民族であると描写されている。これは荒っぽく獰猛な見た目と、原始的な生き方と、西からの奴隷との混血である事に由来する。ゴゴ族はヨーロッパ人旅行者から疑い深い詐欺師で、横柄で臆病であると悲惨な評価を受けている。エミン・パシャは彼の妹に「私達は今ゴゴ族の境界にいる。風と埃と水の足りない事と厚かましい先住民で悪名高い場所だ。」と手紙を送っている。彼は19人の村人殺害と約2000匹の牛の略奪の謝罪にアスカリ (兵士)が死を用いた事について何も記さなかった。

## 社会構造
ゴゴ族の氏族は古い集団と新しい家族を儀式を通して上手く合わせる事で塩梅良く回っていた。ゴゴ族は端的に言えば、かつての姿とは異なっている。初期のヨーロッパ人書記はゴゴ族の政治首長を、沿岸部の習慣でスルタンと呼び、水や食料が少ない中で「ホンゴ」と呼ばれる重い税金によって集めた収集物や、国全体に影響を及ぼす本物の宗教指導者であると強調した。彼らは雨や豊作を操り、自然災害対策の薬を作り、特定資源の過剰利用を防いだ。彼らは自分の「国」を離れず、牛によって豊かになり、割礼や成人の儀式を決め、全ての葬儀に超自然的な保護を与え、殺人や呪いの告発、重大な攻撃の仲介をした。ゴゴ族は近所関係に重点を置いた。男性は体が基準に達すると、旅人を安全に目的地まで何kmにも渡って送り届けた。ゴゴ族の社会にとって農場集団はとても基本的である。農場集団に属さない人が奇妙な死に方をすると(雷による感電死や伝染病等)、死体は叢やバオバブの幹に入れられ、呪術師や魔法使いに影響を与える悪霊にならないようにした。

## 家族
多くの兄弟は姉妹の病気が治るまで長い距離を移動して看病する。これは兄弟が姉妹の夫と協力して義務を果たす強い倫理観と法的義務を持つ為である。人生が終わりに近づいても、姉妹と兄弟はお互いを訪問し合い、妻は夫の集団に完全に入る事は出来ない。

## 結婚
ゴゴ族の多数派は常に妻を1人しか持たないが、複婚は高い価値を持つとされる。複婚は名声を持つ年長者の特権である。豊かな男性は2〜3人の妻を望む。多くの結婚は結婚料金に含まれる家畜を収めた後に一日中歩いた後に行われる。100年後でも、結婚料金は多くが家畜で支払われ、多くの裁判が結婚料金の家畜の返還に関するものだった。ゴゴ族の離婚率はとても低い。離婚後でも、結婚中に生まれた全ての子供は「牛が来た場所である」元夫に属す。「あなたがどこかに行って他人の子供と結婚したら、妻の親戚は全てあなたの親戚になる。何故ならあなたは子供と結婚したので、親戚も愛する必要があるからだ。結婚している女性の愛人は子供の権利を決して主張出来ない。もし夫が結婚前に妊娠した妻に結婚料金を払ったら、彼は子供の父親にならなければならない。」(リグビーの「牛と親戚」の一節)

## 防衛
キソンゴ族やマサイ族、ワヘヘ族に対する防衛は、マサイ族と同様に戦士の年齢層が担う。この軍事機構は多くが地域的防衛に用いられるが、家畜略奪に対して行使する事もある。警報がなると全ての健常者男性は武装して集合する。これはいつも上手くいく訳では無い。

## 歴史的評価
- 1878年にエドワード・ホレは「ホンゴがゴゴ族を搾取している」と述べた
- ドイツ人はゴゴ族の身体能力と牛を高く評価し、さもなければ彼らはエミン・パシャを征服した。(ヘンリー・モートン・スタンレーとエドワード・ホレ)30年後、イギリス人はゴゴ族を見つけ「進歩に興味が無い」と評価した。
- スタンレーの著書の「「最も暗いアフリカ」では、エミン・パシャ解放遠征で彼を海岸に送り届けた事をこう記している。

「私達は26日にムハララに入り、11月8日にゴゴ族地域を通過した。アフリカでここ以上に興奮した場所は無い。あったのは騒乱と破壊で、煩累の多くの鼠の巣は毎日旅人を悩ませた。旅人を苦しめ、不快にする方法を知る原住民はいなかった。ゴゴ族地域のどこかに学校があり、狡い法律や首長への悪い企みを教えており悪賢い達人を生み出していると考えた者もいただろう。19年前、私はこの地で物欲しげな人々の目を見た。彼らは開墾に値する土地を求めていたのだ。6ヶ月で私はゴゴ族は本当に可愛らしく従順で、住民や異邦人に優しく、大きな支出や問題が無い事を知った。原住民に富の生産力があり、隊商が安らげるならばここは遠くから来る人にとって快適な道になっただろう。私はゴゴ族地域に到着した時、望みを永遠に捨てなければならないと学んだ。これはこの仕事をするドイツ人の運命で、私はそれを恨んだ。邪悪な情熱の掃き溜めを決して排出出来ない、即ち横柄なゴゴ族の首長を排除し、土地を清潔で健康にし、美しい景色にする事が出来ないという知らせが私には最悪だった。私の最大の願いはドイツ人の協力を得る事だったが、その時が本当に来るのかという疑いで私の心は曇った。」

## 有名なゴゴ族
ゴゴ族からタンザニアの政治や音楽、社会の有名人が輩出された。
- ヨハナ・マディンナ：中央タンガニーカで初の英国国教会司教(1923〜1989年)
- フクウェ・ザウォセ博士：音楽家(1938〜2003年)
- ムジー・ムチョヤ・マロゴ：音楽家で、ンザリのニャティ集団の指導者
- ジョン・ムタングー：音楽家
- ジョン・S・マレセラ：政治家、元首相
- アンバサダー・ジョブ・ルシンデ：政治家
- ウィリアム・ジョナサン・クシラ：政治家
- ヘゼキエル・N・チブルンジェ：財務大臣
- クプト・ジョン・チリガティ：首相
- フレデリック・チワンガ：外交官、編集者、通訳・翻訳家(フランス語、英語、スワヒリ語、ゴゴ語)、ソコイネ農業大学准教授
- ムジー・パンクラス・M・ンデジェンビ：政治家
- シモン・チワンガ：元ムプワプワ英国国教会司教、元英国国教会議会議長
- パトリック・バリシヂャ：音楽家
- シモン・チワンガ：環境管理科学者、水衛生活動家、環境健康・毒物研究者、現在USAFI計画(タンザニア水計画)で勤務中
- ケドゥモン・マパンハ：教師、ダルエスサラーム大学准教授
- エマニュエル・ムベナー博士：国際TWRの為のアフリカ地域国際指揮官
- クリストファー・M・M・ニャムワンジ氏：ムズンベ大学MBA保持者、開発促進者、タボラのSUDESO議長
- ダンフォード・セムウェンダ：トゥウィガセメントの計画管理者
- フランク・P・メンダ：ドドマ大学準教授

## 参考資料
- Afropop website
- Bauer, Andreus. (Street of Caravans)
- Emin Pasha. (Vol. 2.)
- Ethnologue entry: Gogo language
- Iliffe, John. (A Modern History of Tanganyika)
- (Mankind, The Illustrated Encyclopedia of)
- Rigby, Peter. (Cattle and Kinship Among the Gogo)
- Stanley, H. (In Darkest Africa)
- Wagogo music